# Ridderorden in Kapurthala
De Brits-Indische vorstenstaat Kapurthala kende een enkele ridderorde.
- De Orde van de Trots

Ridderorden in Bahawalpur ·
Ridderorde in Patiala ·
Ridderorde in Baroda · 
Ridderorde in Bharatpur ·
Ridderorde in Bikaner  · 
Ridderorde in Drangadhra ·
Ridderorde in Holkar ·
Ridderorde in Indore · 
Ridderorde in Jaipur ·
Ridderorden in Kapurthala · 
Ridderorde in Mysore ·
Ridderorde in Nawanagar

Zie ook: Ridderorden in Brits-Indië